# Jeanne Mammen
Jeanne Mammen (Berlín, 21 de noviembre de 1890 - Berlín, 22 de abril de 1976) fue una pintora y dibujante alemana. Sus trabajos se enmarcan dentro de la Nueva objetividad y del simbolismo. La artista reflejó en su obra el ambiente lésbico de la subcultura de Berlín.

## Obra y vida

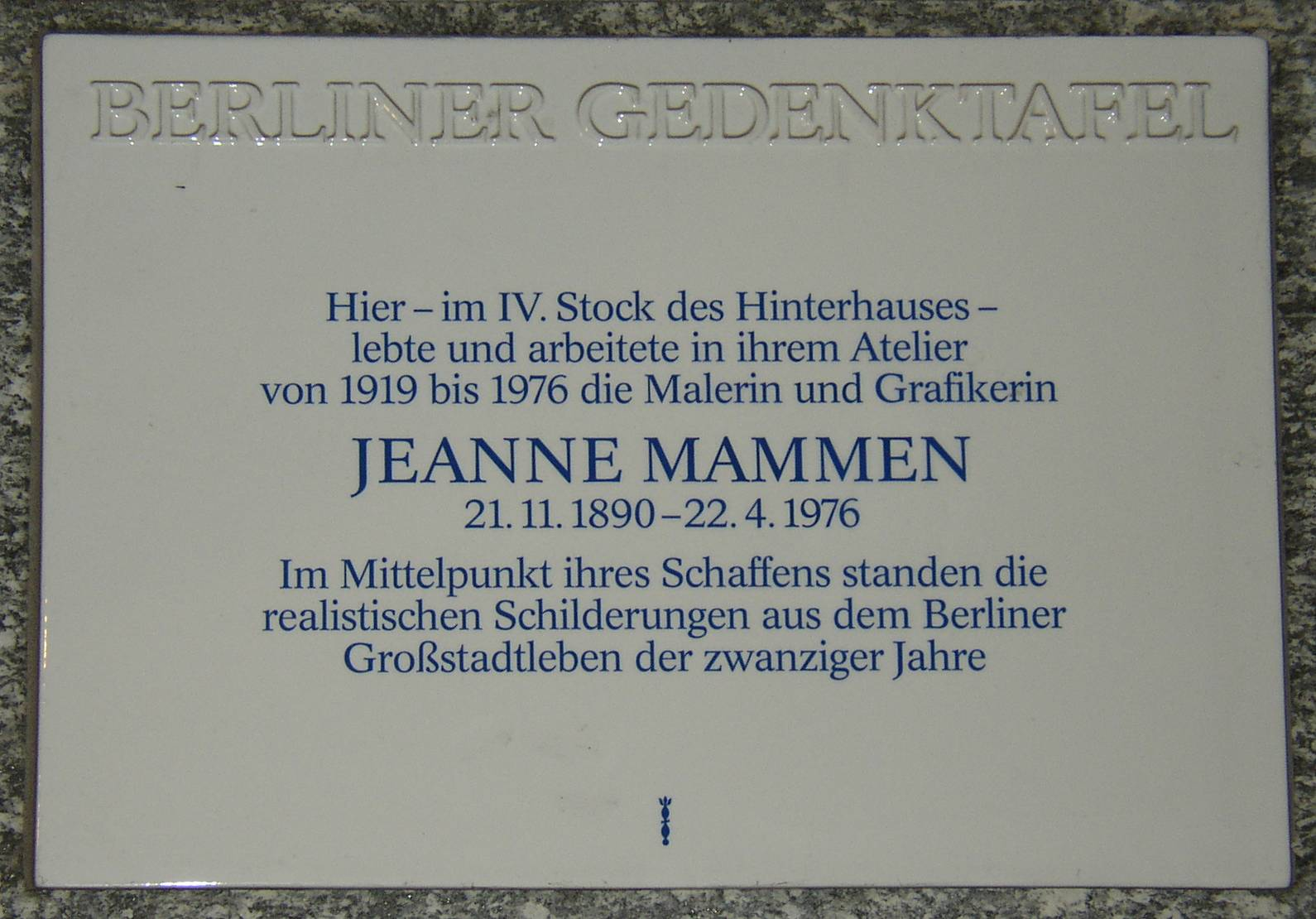
Placa conmemorativa en Berlin-Charlottenburg (Kurfürstendamm 29).

Jeanne Mammen nació en Berlín, hija del comerciante Gustav Oskar Mammen. Creció en París desde los diez años y comenzó a estudiar en 1907, junto con su hermana, en la Academia Julian. En 1908 continuó sus estudios en la Academia Real de Bellas Artes de Bruselas. En 1911 marchó a estudiar a Roma. En 1914, cuando estalló la Primera Guerra Mundial, la familia Mammen huyó a Berlín empobrecidos ya que el estado francés requisó sus propiedades.
Tras comenzar a trabajar como diseñadora de modas, consiguió fama a través de sus dibujos para las revistas Simplicissimus, Ulk y Jugend. Sus dibujos representaban a tipos de la calle a los que dibujaba en todas las situaciones posibles. Lo hacía con un estilo caricaturesco por el que Kurt Tucholsky le comentó: «En la tienda de delicatessen que tus maestros abren para nosotros semanal o mensualmente, tú eres prácticamente el único manjar.»
Su obra gráfica se compara con la nueva objetividad de Otto Dix o George Grosz, pero mientras que las obras de ellos tienden a la sátira, con una crítica política subyacente, los dibujos y acuarelas de Mammen son más empáticos.
Su primera exposición, que realizó en la galería Gurlitt en 1930, consiguió el aplauso del ambiente artístico de Berlín. Entre sus obras más hermosas y apreciadas están sus litografías, entre ellas, el ciclo Les Chansons de Bilitis (Las canciones de Bilitis), un homenaje al amor lésbico que aparece en los poemas de Pierre Louÿs.
En 1937, visitó la Exposición Internacional de París, donde vio el Guernica de Picasso y comenzó una etapa cubista. Sin embargo, la llegada al gobierno de Alemania de los nazis estaba llevando su carrera al silencio; Mammen se retiró de la vida pública. Durante la II Guerra Mundial siguió experimentando y su obra posterior a 1945 fue haciéndose cada vez más abstracta. 
Mammen perteneció al círculo vanguardista de la galería berlinesa Gerd Rosen, donde se mostró su primera exposición individual tras el final de la guerra en 1947.
De 1949 a 1950 se unió al cabaret de artistas Bathtub para el que diseñó y confeccionó escenografías, vestuario y decoraciones; durante una velada de Rimbaud, sus nuevas traducciones del Luces formaban parte del programa.
A partir de la década de 1950 añadió la técnica del collage a sus dibujos.
Una extensa exposición individual, organizada por Hans Brockstedt, en su galería de Hamburgo, mostró cuadernos y acuarelas creadas en París y Bruselas antes de 1915, así como acuarelas y dibujos de la década de 1920 en Berlín. También expuso en Stuttgart, en 1974 en la galería GA Richter y en 1975 en la galería Valentien.
La tumba de Mammen se encuentra en el cementerio III. Städtischen Friedhof Stubenrauchstraße en Berlin-Friedenau.
En 1976, amigos de la artista fundaron la Sociedad Jeanne Mammen como una "sociedad sin fines de lucro". Su estudio se conservó en gran parte en su estado original como un pequeño museo con una exposición permanente de sus obras y como archivo para el trabajo científico. En julio de 2003 se estableció la Fundación Jeanne Mammen como una fundación independiente en el Stadtmuseum Berlín.